# Șivaism

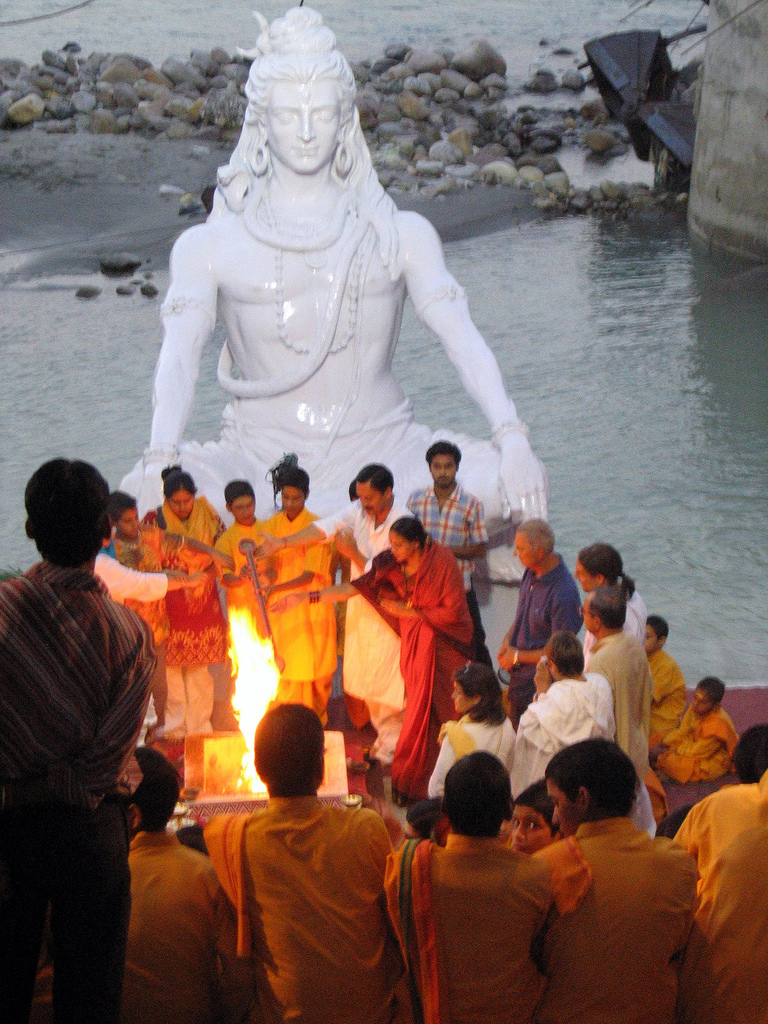
Credincioși la stauia lui Shiva, figura centrală în Șivaism

Șivaismul este una din cele mai vechi secte ale hinduismului.
În India, șivaismul are o vechime multimilenară, săpăturile arheologice de la Mohenjo Daro și Harappa revelându-i o istorie care merge chiar dincolo de calcolitic.
Shiva reprezintă acea ipostază a lui Dumnezeu care se manifestă ca Mare Inițiator sau Mare Salvator (Mântuitor) al ființelor limitate și ignorante. Orice aspirație sinceră, frenetică către starea de eliberare spirituală este adresată, de fapt, acestei fațete mântuitoare a lui Dumnezeu, purtând numele de Shiva ("Cel bun și blând"). Orice manifestare a Grației Divine, indispensabilă atingerii stării de eliberare spirituală, este strâns legată de Shiva. De aceea, se poate afirma faptul că șivaismul se regăsește, sub diferite nume, pretutindeni unde a înflorit o tradiție spirituală.
În India, există șase forme principale ale șivaismului, dintre care trei sunt esențiale: VIRA-SHAIVA, răspândit preponderent în zona centrală a Indiei; SHIVA-SIDDHANTA, în sud și ADVAITA-SHIVA, cea mai pură și elevată formă a șivaismului, în Cașmir (nordul Indiei).
Tradiția șivaismului cașmirian s-a transmis secole la rând, numai de la Maestru la discipol, "de la gură la ureche". Prima lucrare fundamentală a șivaismului, atribuită lui Vasugupta (primul inițiat al acestei căi spirituale, care a trăit între sfârșitul sec. al VII-lea și începutul sec. al IX-lea d.C.) este numită Shiva Sutra și este o culegere de aforisme lapidare și complet ermetice pentru neinițiat, care prezintă cele trei căi cardinale care conduc la eliberarea spirituală: Calea lui Shiva (Shambhavopaya), Calea lui Shakti sau Calea Energiei (Shaktopaya) și Calea ființei limitate (Anavopaya).
Vasugupta menționează că nu el a scris Shiva Sutra, ci a găsit-o scrisă pe o stâncă care s-a ridicat din apă și care s-a scufundat din nou sub ape, după ce a citit și memorat ceea ce era scris pe ea.
Întreaga tradiție (shastra) șivaită scrisă se poate împărți în trei părți:
- Agama Shastra – privită ca fiind o revelație directă de la Shiva (Dumnezeu). Cuprinde lucrări ca: Shiva Sutra, Malinivijaya Tantra, Vijnana Bhairava Tantra etc.
- Spanda Shastra – conține elementele doctrinare ale sistemului. Principala lucrare din aceasta categorie este opera lui Vasugupta - Spanda Karika.
- Pratyabhijna Shastra – conține lucrări de ordin metafizic, având un înalt nivel spiritual (fiind și cea mai puțin accesibilă). În această categorie cele mai importante sunt lucrările Ishvara Pratyabhijna a lui Utpaladeva și Pratyabhijna Vimarshini, un comentariu al primeia.

Există mai multe școli importante ale șivaismului, cele mai elevate fiind grupate în sistemul Trika. Cuvântul “trika” înseamnă în limba sanscrită “trinitate” sau “treime”, sugerând ideea esențială că absolut totul are o natură triplă. Putem exprima această trinitate prin: Shiva (Dumnezeu), Shakti (energia Sa creatoare fundamentală) și Anu (individul, proiecția limitată a dumnezeirii).
Trika cuprinde mai multe școli spirituale:
- Krama – în sanscrită “proces”, “ordonare”, “succesiune ordonată”.
- Kaula (Kula) – în sanscrită “comunitate”, “familie”, “totalitate”.
- Spanda – termen care denumește Suprema Vibrație Divină Creatoare.
- Pratyabhijna – termen care se referă la recunoașterea directă a Esenței Divine.